# 도와다 오디오
도와다 오디오(Towada Audio)는 고사카정에 본사를 둔 일본의 라디오, 텔레비전 방송 및 통신 장비 제조업체이다.

## 도와다 오디오가 제조한 소니 모델
- ICF-801
- ICF-SW7600GR
- ICF-SW77
- XC-73
- XC-75
- AC-VQ850

## 갤러리

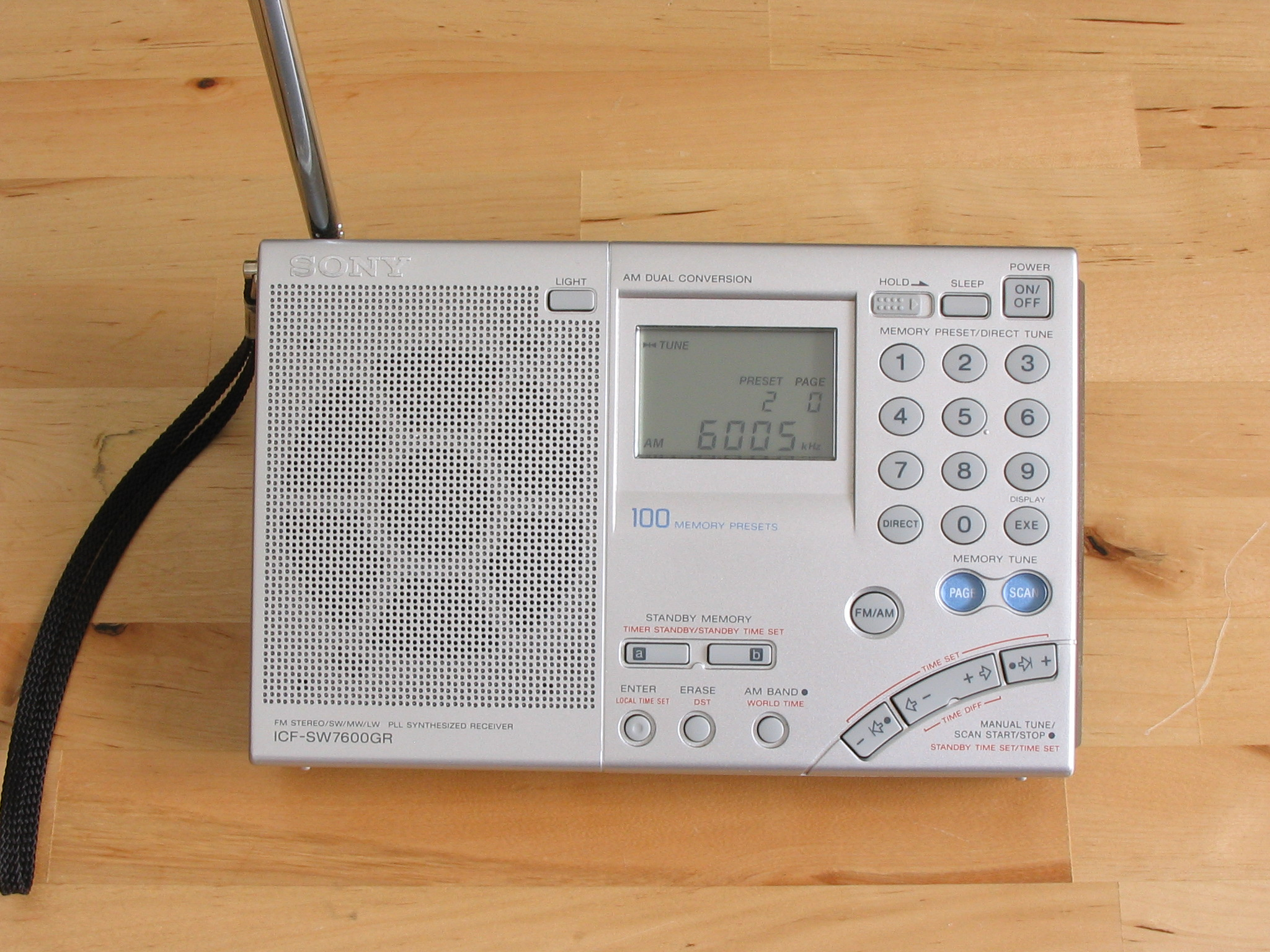
ICF-SW7600GR
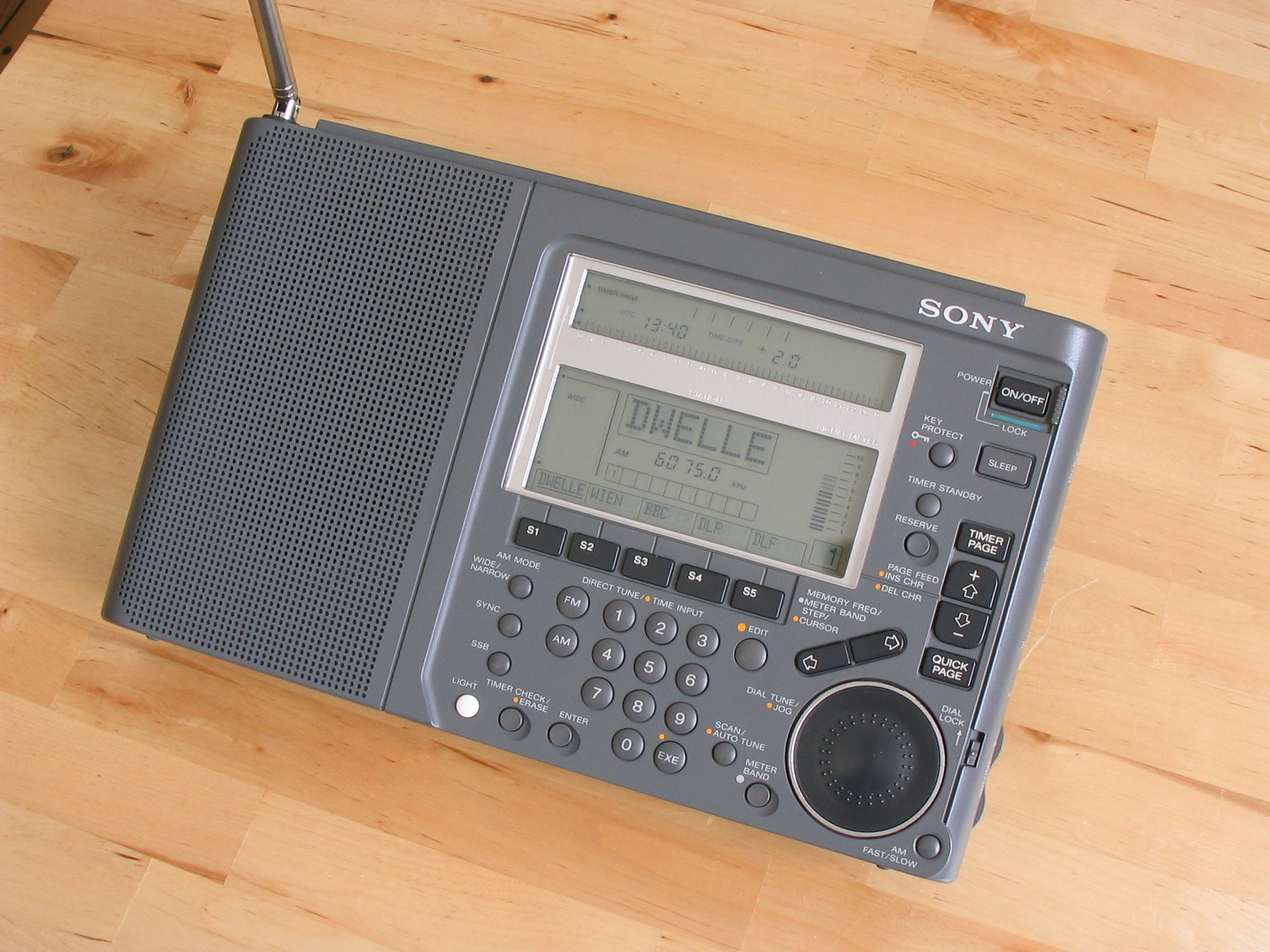
ICF-SW77
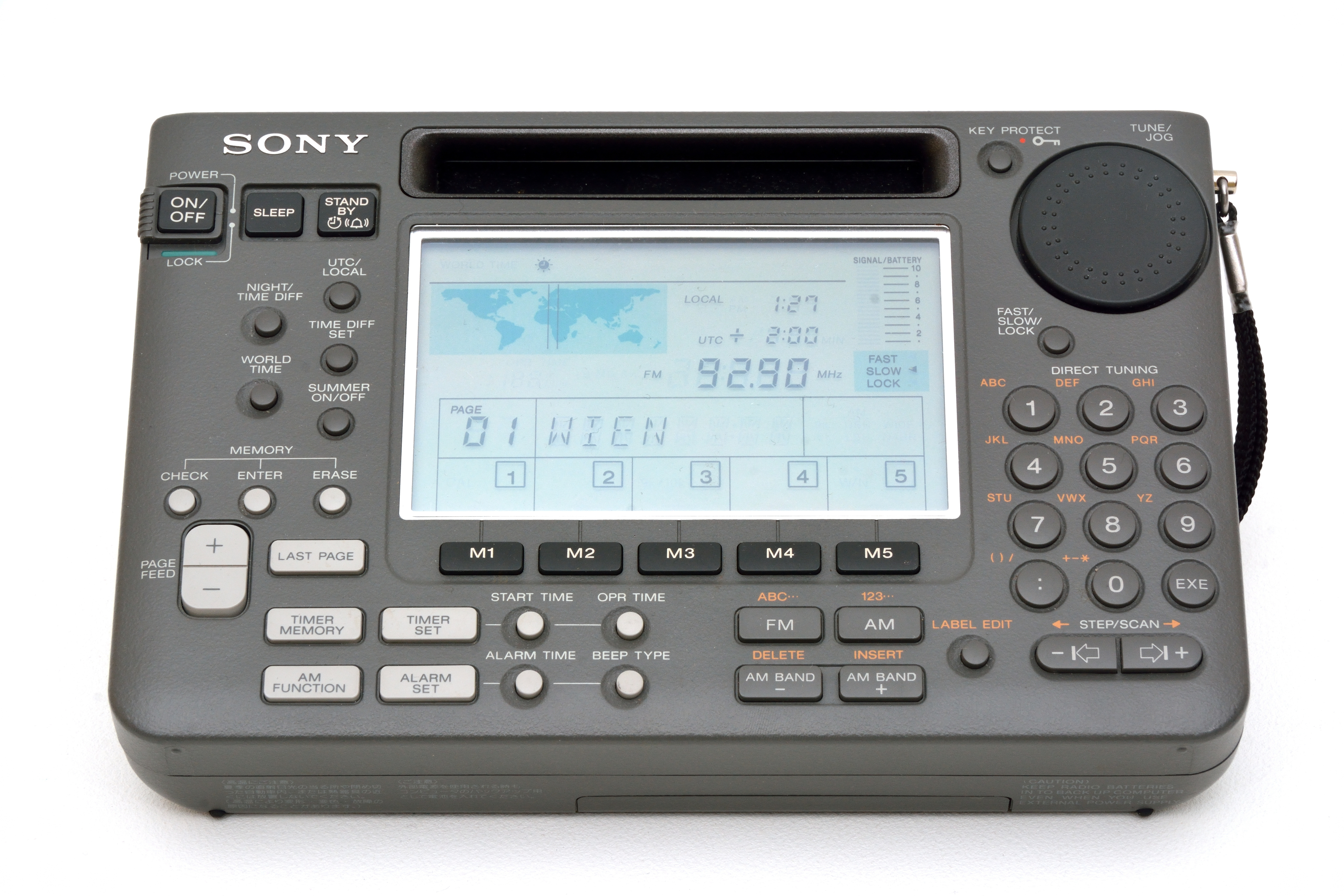
ICF-SW55
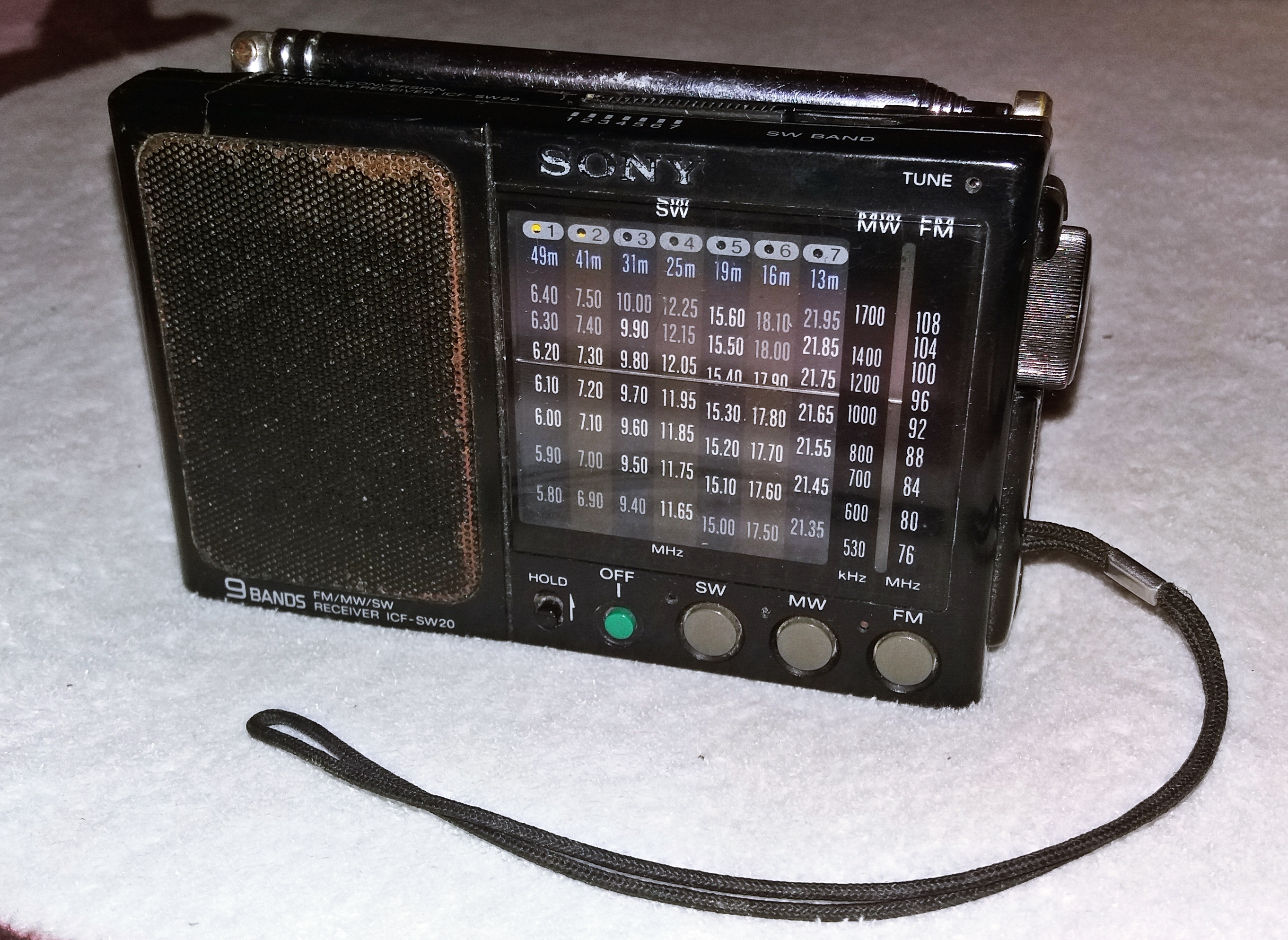
ICF-SW20
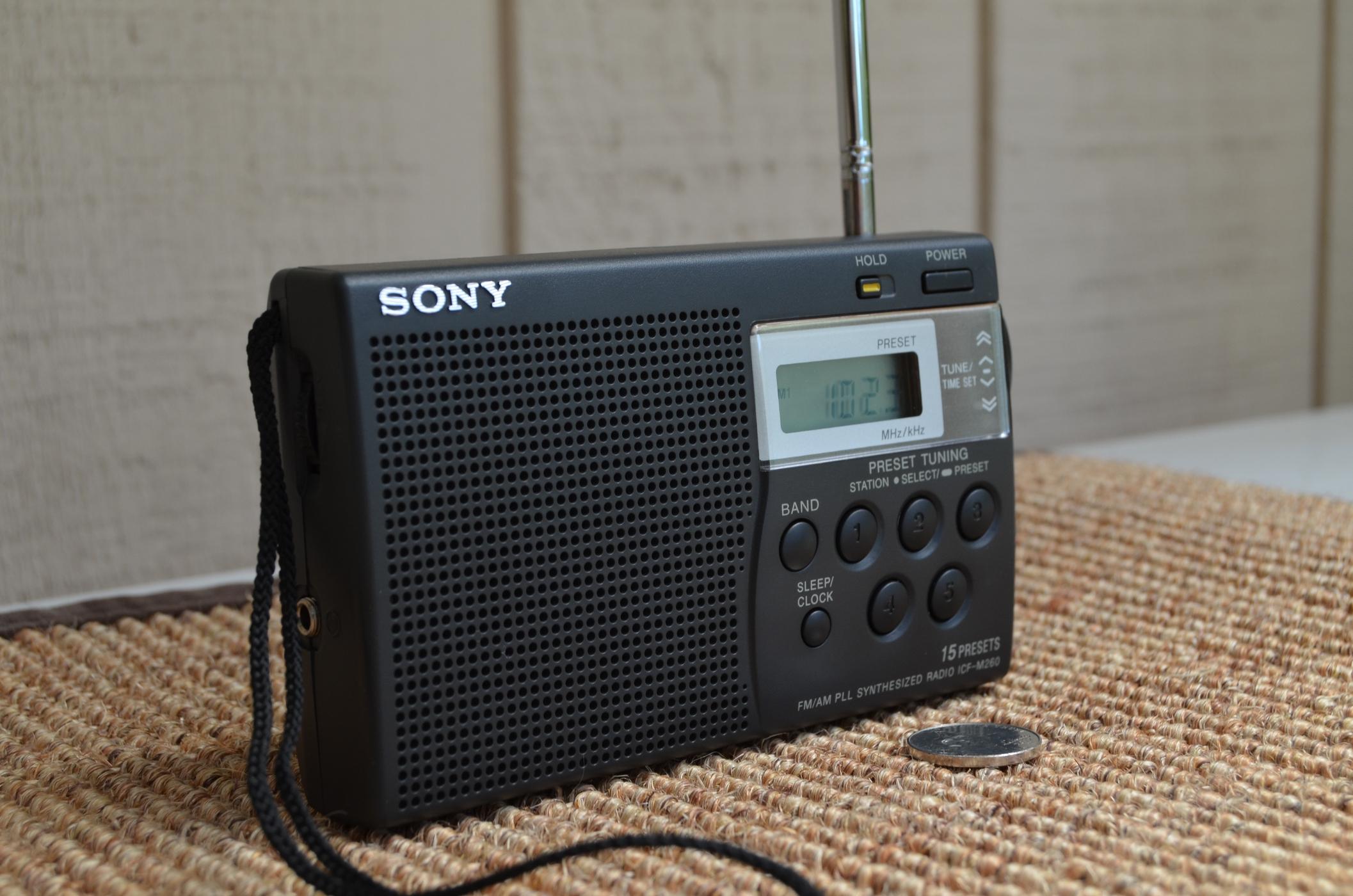
ICF-M260

## 아키타의 아이와
도와다 오디오는 소니로부터 아이와 브랜드 이름 사용권을 획득하고 2017년 아이와라는 신 회사를 설립했다.